# Vivianna Bülow-Hübe
Vivianna Bülow-Hübe (Malmö, 4 dicembre 1927 – Copenaghen, 3 luglio 2004) è stata una designer svedese.

## Formazione

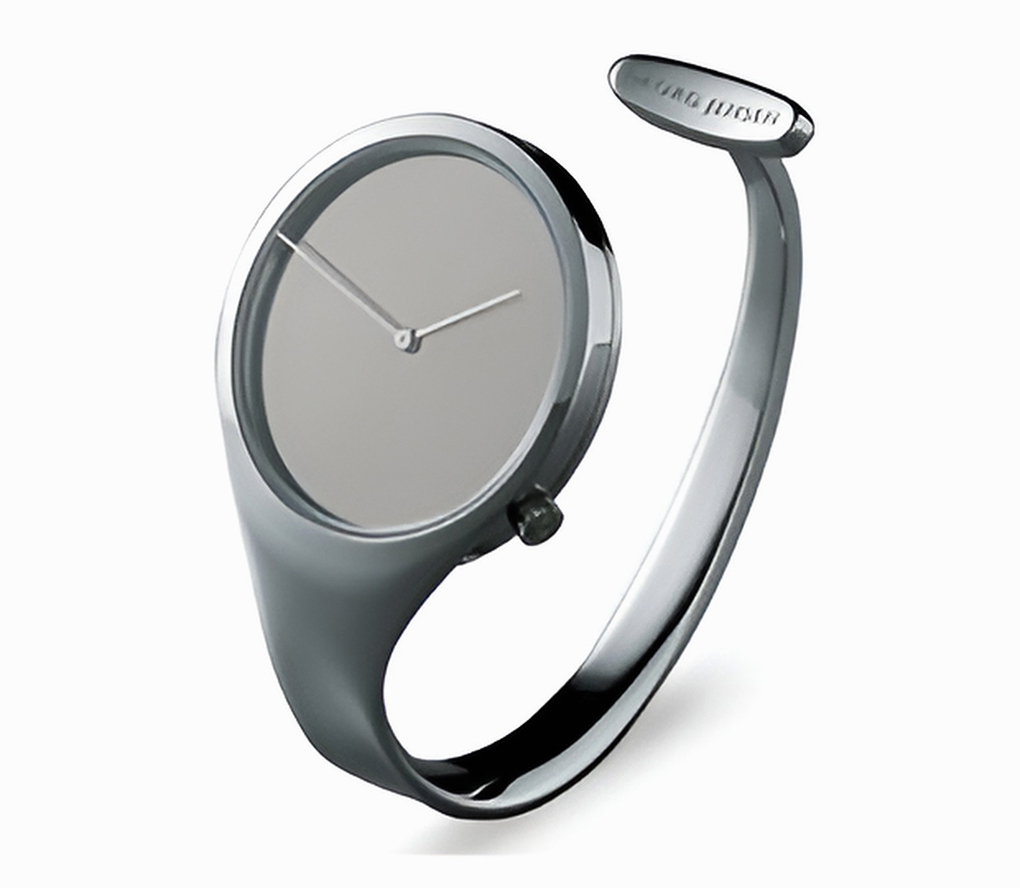
Orologio Vivianna

La sua formazione si sviluppa tra il 1945 e il 1950, tra la Scuola di Arte, Mestieri e Design e l'Istituto reale di Tecnologia, a Stoccolma.

## Attività
Con il suo studio di argentiere ha progettato gioielli per la Orrefors. 
Dopo essersi trasferita nel 1956 a Parigi, aprì un laboratorio a Biot.
Nel 1968 si sposta in Germania fondando un suo studio a Wolfsburg progettando ceramiche per la Hutschenreuther e prodotti in vetro per Löhnberg.
Nel 1978 si sposta ancora, questa volta a Giacarta lavorando per una fondazione sociale ma mantenendo sino ad oggi i contatti con la Georg Jensen.

## Contributo e opere
La designer è stata la prima donna ad aprire un proprio studio di argentiere. 
Nel 1958 Pablo Picasso, che l'aveva conosciuta mentre lei raccoglieva sassi per gioielli in una sua passeggiata sulla spiaggia, organizzò una sua personale ad Antibes.
Tra i suoi progetti migliori ci sono gli orologi e gioielli realizzati per Georg Jensen in oro, argento e acciaio.

## Premi
Nel 1954 vinse una medaglia d'argento alla X Triennale di Milano.
Nel 1958 ottenne una medaglia d'oro alla XII Triennale di Milano, oltre al premio Lunning.